# Gödre
Gödre  (németül: Gödring vagy Kedri, horvátul: Đudra) község Baranya vármegyében, a Hegyháti járásban.

## Fekvése
A megye északi szélén fekszik, északabbi és nyugatabbi szomszédai már Somogy vármegyéhez tartoznak. Közigazgatási területe változékony domborzatú, egyes részei dombosak, más részei egy elnyúló völgyben helyezkednek el.
A mai Gödre három, egykor különálló település egyesítésével jött létre: ezek közül Gödre volt a leginkább központi fekvésű, északi szomszédja volt Kiskeresztúr – 1954-es egyesítésüktől a Gödrekeresztúr nevet viselték –, a harmadik településrész pedig az 1969-ben előbbiekkel egyesített Gödreszentmárton, mindkettőtől jó 2 kilométerre keletre.
A közvetlenül határos települések: észak felől Mosdós, északkelet felől Nagyberki, kelet felől Baranyajenő, délkelet felől Baranyaszentgyörgy, dél felől Tormás és Szágy, délnyugat felől Gálosfa, nyugat felől Hajmás, északnyugat felől pedig Kaposkeresztúr.

### Megközelítése
Csak közúton érhető el, a megyeszékhely Pécs vagy Kaposvár felől a két várost összekötő 66-os főúton. A főút Gödre központján és Gödreszentmártonon is keresztülhalad, míg a keresztúri falurészbe a 65 179-es számú mellékút vezet.
A főút mentén a két szomszédos település kelet felé Baranyajenő, északnyugat felé pedig Szentbalázs, a többi határos településsel nincs kiépített közúti kapcsolata.
Vasútvonal az egész környéket nem érinti, a legközelebbi vasúti csatlakozási lehetőségeket a Budapest–Pécs-vasútvonal Sásd vasútállomása kínálja 12 kilométerre keletre, vagy Taszár vasútállomás a Dombóvár–Gyékényes-vasútvonalon, bő 14 kilométerre északnyugatra.

## Története
A bronzkori, római leletekben gazdag község a török hódoltság idején elnéptelenedett. Neve Gödri alakban 1472-ben olvasható először, a gödör főnév „i”-képzős származéka. A falu területén 1745-ben holicsi németek telepedtek meg. Ekkor szőlőt, majd gabonát termesztettek, boraik Bécsbe és Itáliába is eljutottak.
A külterülete Vidákpuszta (ma Szénáspuszta) a Siskovics család  valamint a Jeszenszky család birtoka is volt, a múlt században uradalmi majorság létesült itt. Az 1946-os kitelepítések után Gödrére a vidákpusztaiak és felvidéki magyarok költöztek be.
Gödre 1954-ben Gödrekeresztúr néven egyesült Kiskeresztúrral (németül Kreuzdörfel) , majd 1969-ben Gödreszentmártont is hozzácsatolták, s az egykori három község együttes neve Gödre lett.
Ide tartozik az egykori Siskovics-birtok, Vidákpuszta is, amely korábban Gödreszentmárton külterületi része volt.
A németek már korán kápolnákat építettek, 1773-ban felszentelt katolikus templomát Winkler Mihály plébános emeltette.
A népesség zöme katolikus vallású, a németség ma a lakosság 12%-át teszi ki.

## Közélete

### Polgármesterei
- 1990–1994: Kohner Mihály (független)[4]
- 1994–1998: Végh István (független)[5]
- 1998–2002: Végh István (független)[6]
- 2002–2006: Végh István (független)[7]
- 2006–2010: Cseke Györgyi (független)[8]
- 2010–2014: Gelencsér Gábor (független)[9]
- 2014–2019: Gelencsér Gábor (független)[10]
- 2019–2024: Gelencsér Gábor (Fidesz-KDNP)[11]
- 2024– : Gelencsér Gábor (Fidesz-KDNP)[1]

## Népesség
A település népességének változása:
| Lakosok száma | 876  | 858  | 859  | 781  | 735  | 735  | 729  | 725  |
|               | 2013 | 2014 | 2015 | 2019 | 2021 | 2022 | 2023 | 2024 |

A 2011-es népszámlálás során a lakosok 82,9%-a magyarnak, 8,4% cigánynak, 11,5% németnek mondta magát (16,7% nem nyilatkozott; a kettős identitások miatt a végösszeg nagyobb lehet 100%-nál). A vallási megoszlás a következő volt: római katolikus 67%, református 2,4%, evangélikus 0,4%, felekezeten kívüli 9,3% (20,7% nem nyilatkozott).
2022-ben a lakosság 86,3%-a vallotta magát magyarnak, 11% németnek, 8,3% cigánynak, 0,3% horvátnak, 0,1% szlovénnek, 1,4% egyéb, nem hazai nemzetiségűnek (12,7% nem nyilatkozott; a kettős identitások miatt a végösszeg nagyobb lehet 100%-nál). Vallásuk szerint 50,2% volt római katolikus, 2,2% református, 0,3% görög katolikus, 0,7% egyéb keresztény, 1,1% egyéb katolikus, 9,9% felekezeten kívüli (35,6% nem válaszolt).

## Híres emberek
- Itt született Sebestyén Károly, a Goethét, Schillert is fordító filozófus és irodalomtörténész.
- Itt született az egyházi énekeket komponáló Schóber József kántortanító.
- Itt született 1881. február 6-án Lamping József építőmester, építész.
- Gödreszentmártonban hunyt el 1919 szeptember 10-én Bors Emil jogászprofesszor, egyetemi tanár[14]

## Nevezetességei
- A templom feletti domboldalon található a község temetője, valamint a temető kápolnája. A kápolna mellől csodálatos kilátás nyílik a falura és környékére.
- Az elmúlt években újították fel a műemléki oltalom alatt álló templomot, amely az Árpád utcában található. Az épületet 1766-1773 között itt szolgáló plébános, Winkler Mihály a saját költségén emeltette, s Nagyboldogasszony tiszteletére szentelték fel. Az oltár felett a Máriát ábrázoló színes üvegablak Róth Miksa műhelyében készült.[15]